# لکسینگتون، شهرستان لو سئور، مینه‌سوتا
لکسینگتون (به انگلیسی: Lexington) یک منطقهٔ مسکونی در ایالات متحده آمریکا است که در Lexington Township واقع شده‌است. لکسینگتون ۳۱۴٫۸۶ متر بالاتر از سطح دریا واقع شده‌است.